# Marienburg ostroma (1410)
Marienburg ostroma (1410): A teuton lovagrend országa székhelyének és egyben a lovagrend központjának 1410. július 18-ától szeptember 19-éig tartó ostroma.
A Német Lovagrend 1409-ben háborúba keveredett a Lengyel–litván unióval, mire Grünwaldnál katasztrofális vereséget mértek rá. Seregét teljesen megsemmisítették, elesett a nagymester és a porosz nagymarsall is.
A lengyelek is nem kevés veszteséget szenvedtek, ezért a csatatéren maradtak győzelmük megünneplésére és soraik rendezésére. A vereség hírét a csatából egyedül megmenekült rendi tag Werner von Tettinger vitte Máriavárra. A kitört pánikon azonban Heinrich von Plauen lett úrrá, aki kb. 4 ezer pomerániai katonából – amik többségében németek voltak –, védősereget vont össze a várban.
Július 18-án ért a város alá II. (Jagelló) Ulászló és Vytautas litván nagyfejedelem vezette sereg, mely ostrom alá vette az erősséget.
Az ostromló seregben ott volt Zsizska János cseh zsoldosvezér, Jó Sándor moldvai fejedelem román katonái élén, Vytautas  tatár lovasai és rutén (orosz, fehérorosz, ukrán) ezredei. Bár állományuk majdnem felét elvesztették a csatában, de még így is négyszeres túlerőben voltak.
A lengyelek és a litvánok az elkövetkező több mint egy hónapban több támadást intéztek Marienburg ellen, de Plauen visszaverte az összeset.
Szeptember 19-én az ostromot feladták, de október 10-én újból legyőzték a lovagokat Crone mellett.